# قلعه بلد
قلعه بلد (اسلوونیایی: Blejski grad) قلعه‌ای متعلق به دوره قرون وسطی در کشور اسلوونی است که در شمال شهر بلد و دریاچه بلد واقع شده است.این قلعه احتمالاً قدیمی‌ترین قلعه اسلوونی است و در سال‌های اخیر گردشگران بسیاری را به خود جذب کرده است.
قدیمی‌ترین بخش این قلعه، برج سبک معماری رمانسک آن است.باقی بخش‌های قلعه به سبک معماری رنسانس ساخته شده‌اند.این قلعه دو حیاط دارد که دسترسی به آن‌ها از طریق پلکان‌های قلعه امکان‌پذیر است.

## نگارخانه

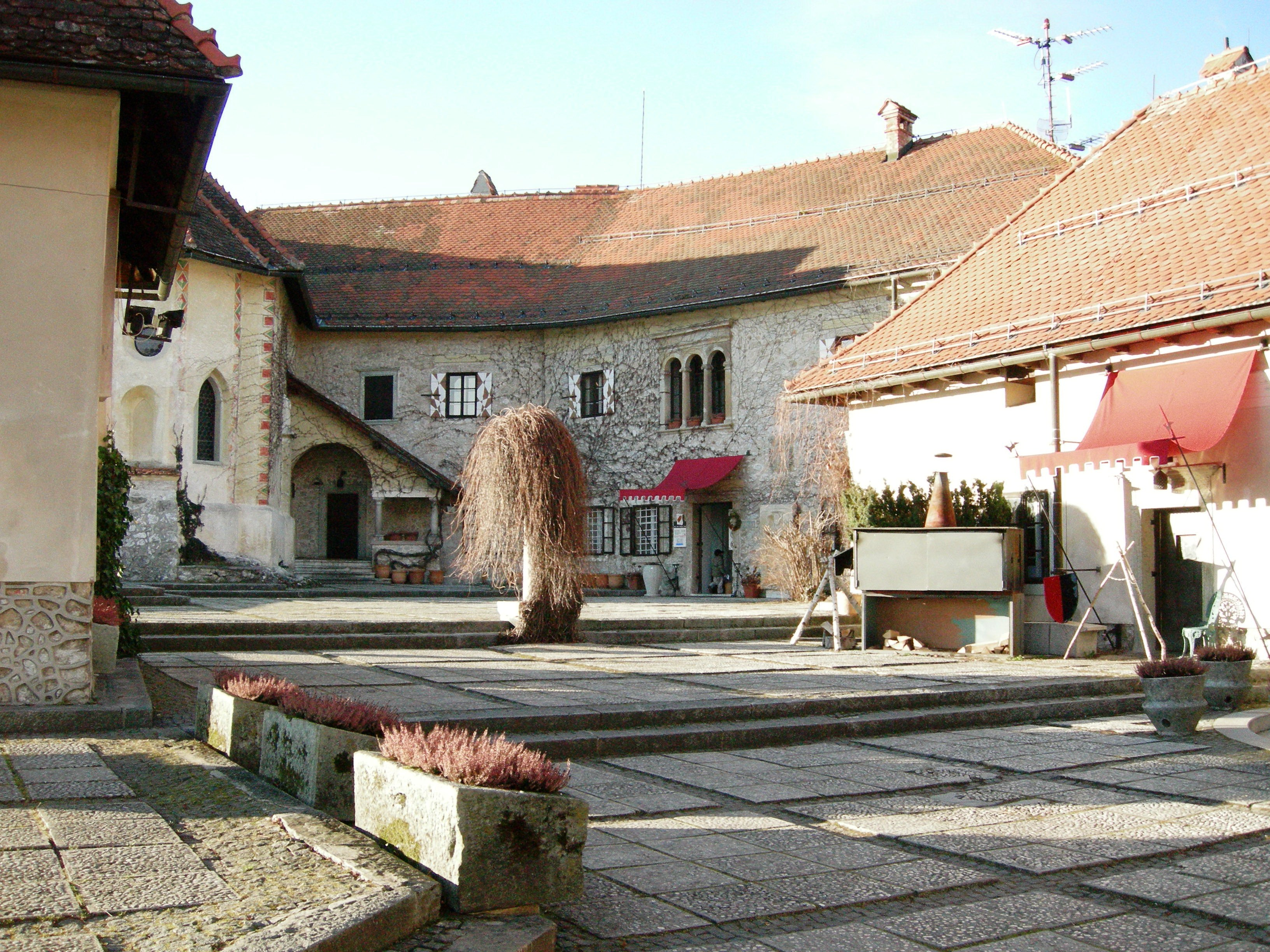
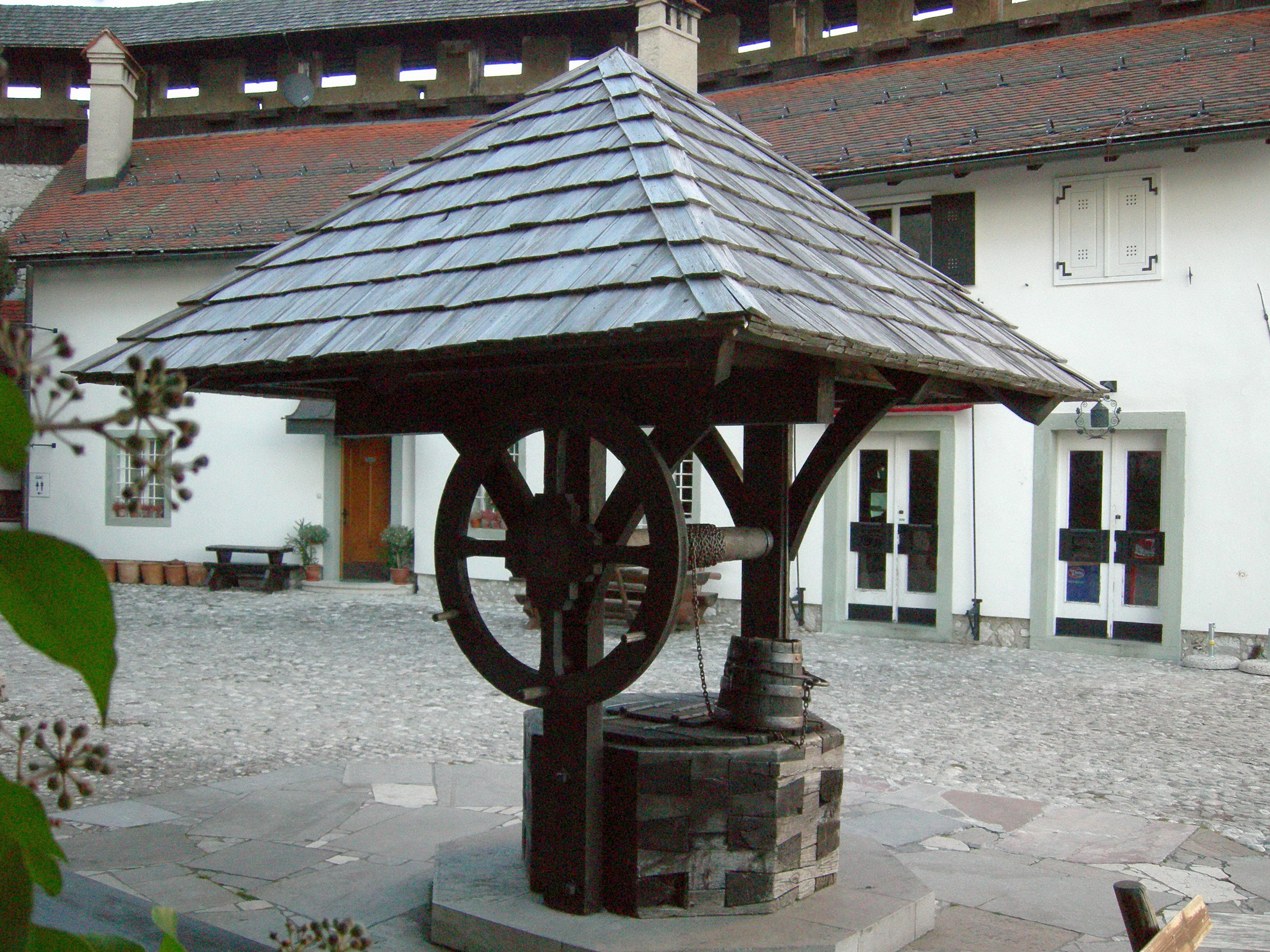
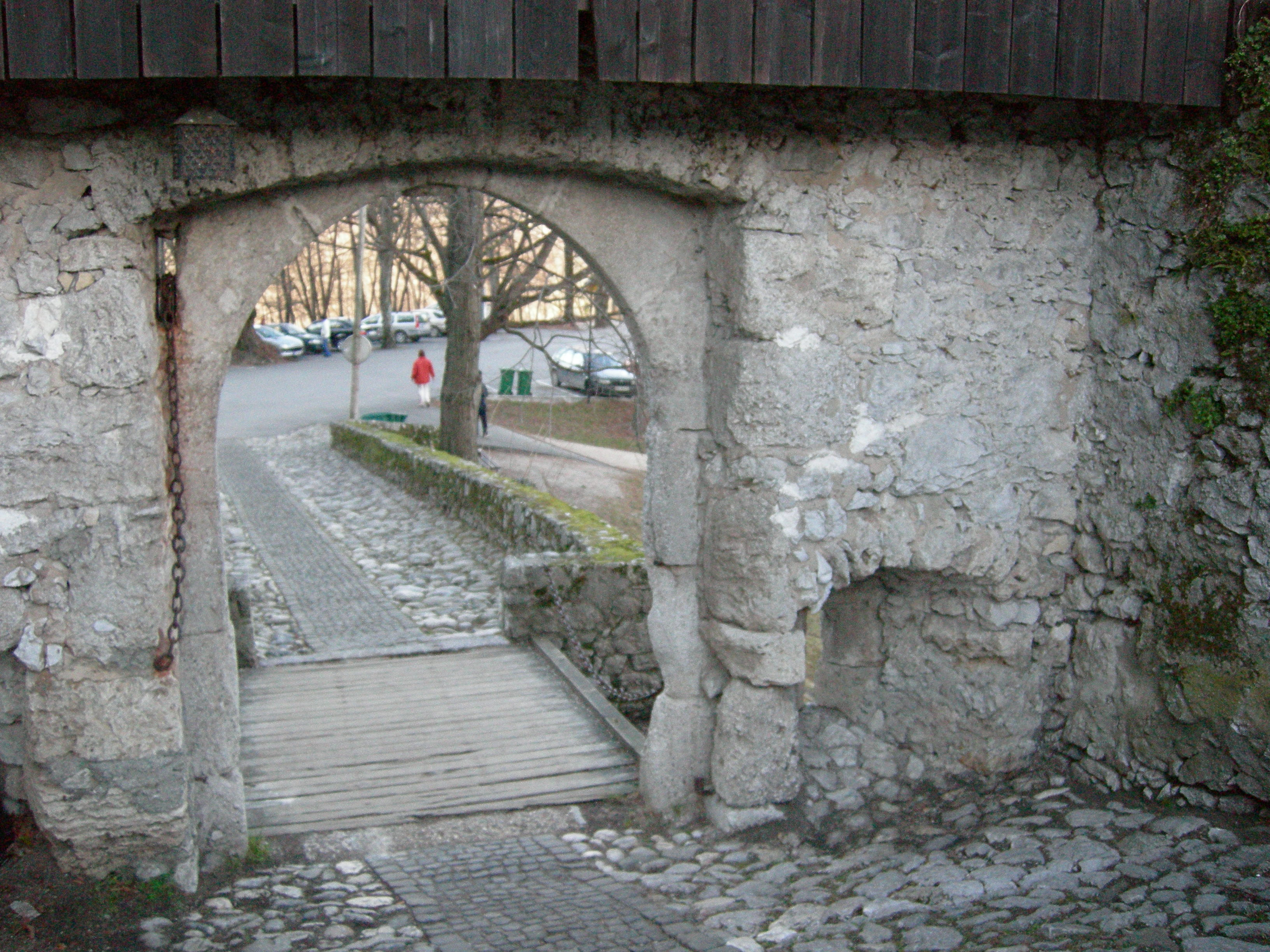
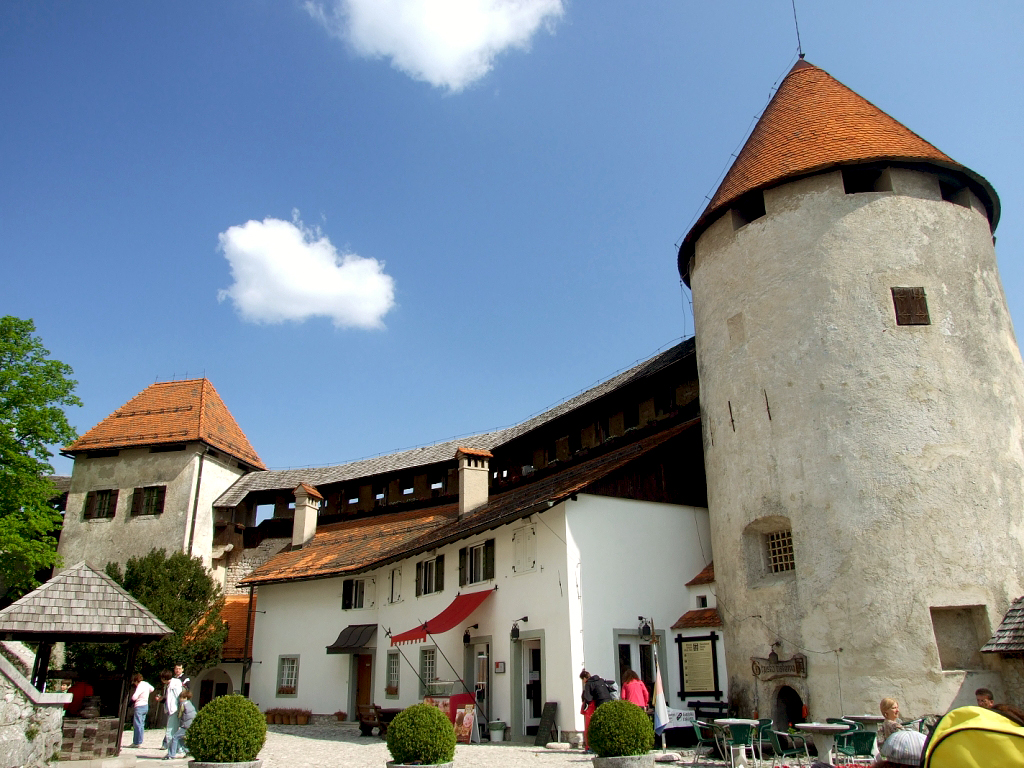
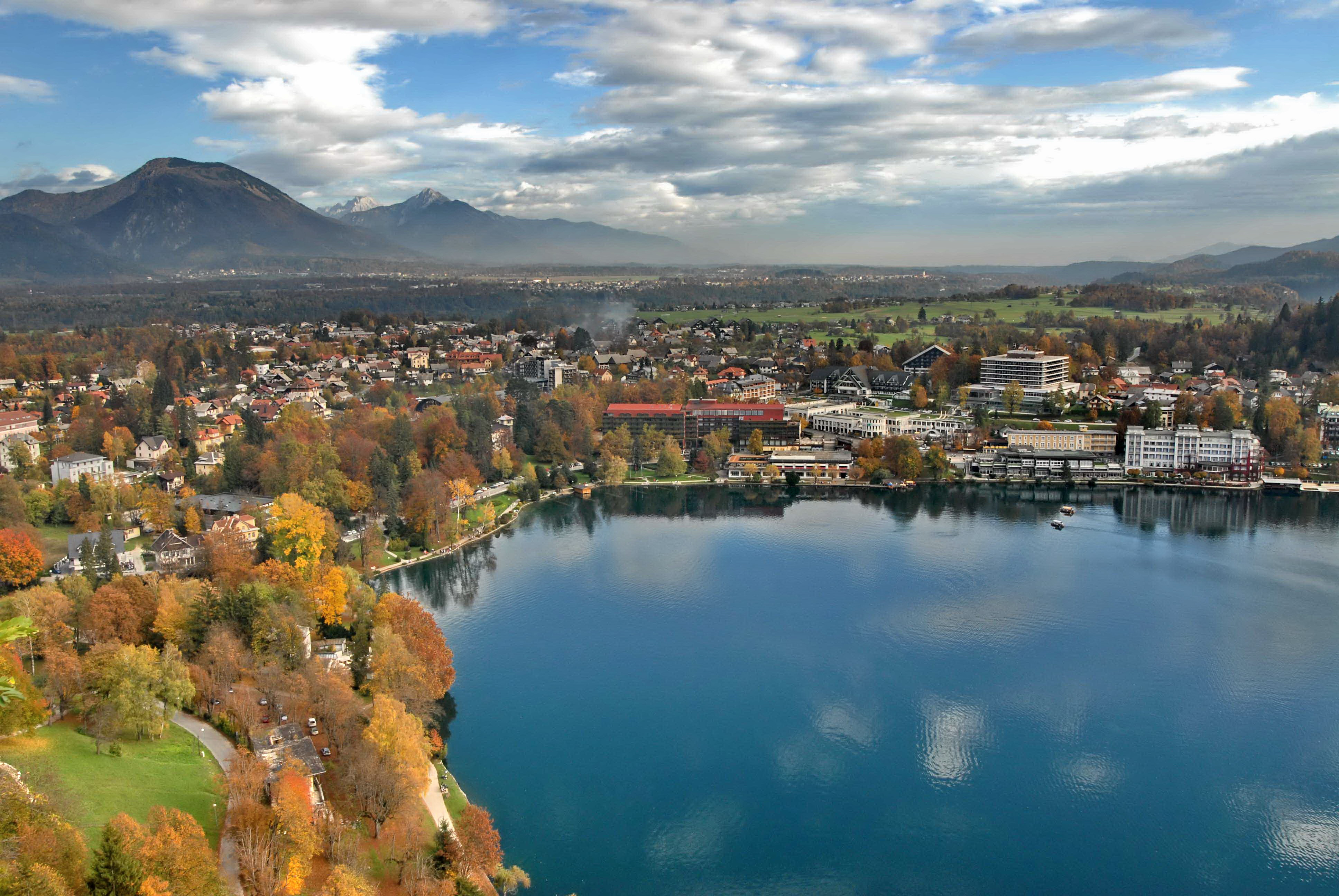
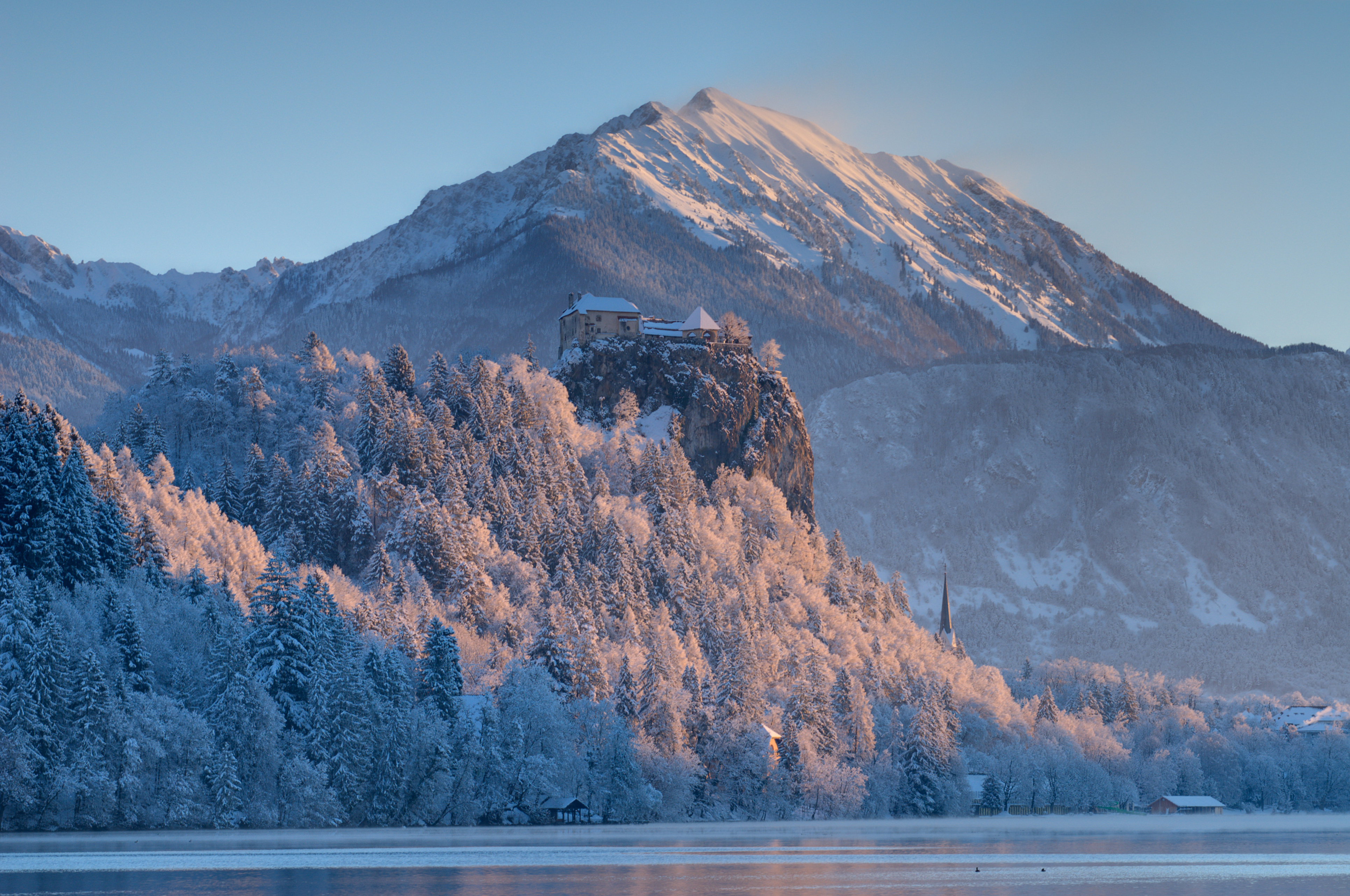
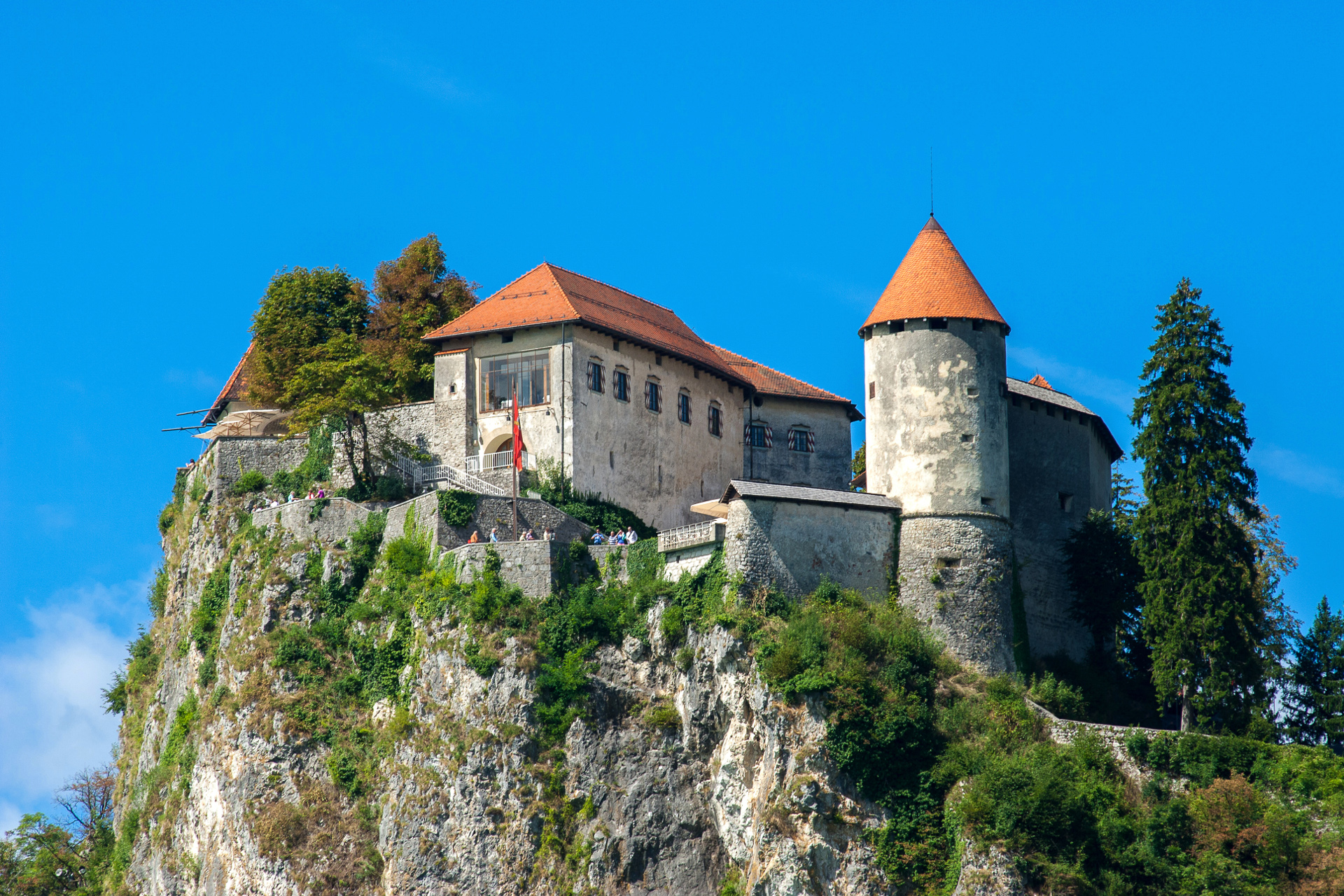